# Kazinczy Ferenc Múzeum
A Kazinczy Ferenc Múzeum 1984-ben alakult Sátoraljaújhelyen, 2013 óta a budapesti Petőfi Irodalmi Múzeum szervezeti keretei között működik a Dózsa György út 11. szám alatt. A múzeumépületben található a Kazinczy Ferenc Társaság székhelye is.
A gyűjtemény és a múzeum 1990-ben költözött a jelenlegi, Dózsa György utcai épületbe, ahol 1991-ban nyílt meg „A Zemplén-hegység természetrajza” címmel állandó természettudományi, majd 1993-ban „Sátoraljaújhely története a városi kiváltságok elnyerésétől 1849-ig” címmel nagyszabású állandó várostörténeti kiállítása.
A Kazinczy Ferenc Múzeum 2011-ig a Borsod-Abaúj-Zemplén Megyei Múzeumi Igazgatósághoz tartozott, 2013-tól kezdődően pedig a Petőfi Irodalmi Múzeum főosztályaként működik, a széphalmi Magyar Nyelv Múzeumával együtt.

## Épülete
A múzeum Sátoraljaújhely egyik legszebb, műemlék jellegű épületében kapott helyet. Főhomlokzata forgalmas útra néz, bejárati kapuját toszkán oszloppár és fölötte kiugró erkély díszíti. Az épületet 1827-ben építtette Sennyei Károly klasszicista stílusban. 1834-től a reformkori nemesi ellenzéket összefogó Zempléni Casino Társaság működött falai között. 1894-ben kibővítették és eklektikus stílusban átalakították, ekkor képezték ki belső udvarát is. 1950-ig a Városháza otthonául szolgált, majd szlovák tanítási nyelvű általános iskola céljára használták. 1990-ben a Kazinczy Ferenc Múzeum kapott benne helyet.
Az épület falán lévő emléktábla tanúsága szerint „E házban tartózkodott Petőfi Sándor 1847. július 10-én Kazinczy Gábor vendégeként.”

## Tevékenysége, gyűjteményei
A sátoraljaújhelyi Kazinczy Ferenc Múzeum besorolását tekintve területi múzeum. Az egykori Zemplén vármegye központjának számító kisváros múzeuma meghatározó szerepet tölt be a település kulturális életében – aktív tudományszervező, ill. kutató tevékenységet végez természettudományi és helytörténeti vonatkozásban. A múzeum profilja régészettel is bővült, az intézmény vette át és koordinálja a sátoraljaújhelyi középkori vár 2007-ben megkezdett tudományos tervásatási programját, s vállalja a vár feltárásából napvilágra került régészeti leletanyag végleges gyűjteményi elhelyezését, tudományos feldolgozását, publikálását és múzeumi bemutatását. A múzeum tevékenysége kiterjed a várostörténet tárgyi emlékeinek és dokumentumainak gyűjtésére, a Zempléni-hegység és a Bodrogköz természetrajzának feltérképezésére, bemutatására, valamint regionális irodalomtörténeti kutatásokra.

### Biológiai gyűjtemény
A Kazinczy Ferenc Múzeum Biológiai Gyűjteményében összesen több mint 180 000 növény, gomba és állat preparátumát őrzik. Ezek közül faj és darabszámuk szerint legnagyobb arányú a rovarok (bogarak, lepkék, kabócák, poloskák stb. – mintegy 5500 faj), majd a puhatestűek (csigák és kagylók) gyűjteményi egysége. A preparált rovarok legrégebbi példányai, az 1940-es 50-es és 60-as évekből származnak. A múzeumban a mindenkori gyűjteményvezetők, Miskolcon 1978-tól 1991-ig Gyulai Iván, illetve gyűjteménykezelő preparátora, Kiss László, 1992-től napjainkig Sátoraljaújhelyen Hegyessy Gábor gyarapították az állományt. Ezek saját terepi kutatásaikból, önálló preparálás során váltak adatokat hordozó, bizonyító gyűjteményi példányokká. A tudományos feldolgozások részleteikben haladnak, külső szakemberek bevonásával.

### Történeti gyűjtemény
Múzeumunk történeti gyűjteménye az 1984-es alapítástól kezdődően túlnyomórészt műtárgyvásárlások és -adományozások, kisebb részben gyűjtések útján alakult ki és gyarapszik napjainkban is. A gyűjteménygyarapítás fő szempontja az egykori Zemplén vármegye, ezen belül is különösen Sátoraljaújhely város 18-20. századi tárgyi emlékeinek megőrzése és múzeumi bemutatása. A mintegy 6000 tételből álló vegyes összetételű történeti gyűjtemény feldolgozása, digitalizálása folyamatosan zajlik.
A múzeum rendelkezik továbbá régészeti, képzőművészeti és numizmatikai gyűjteményekkel is.

## Állandó kiállítások
A múzeum három különböző témájú állandó tárlattal várja a látogatókat.

### A Szép és a Jó – Kazinczy és a művészetek
A 2013-ban megnyílt A Szép és a Jó – Kazinczy és a művészetek című állandó kiállítás bemutatja a különféle irodalmi műfajokban alkotó, de leginkább nyelvújítóként és irodalomszervezőként ismert Kazinczy Ferenc gondolatait a művészetek egyes területeiről és az általa kiemelkedőnek tartott műalkotásokról. A szobrászatot, festészetet, könyvtervezést, zenét, színházat, építészetet, kertépítést, belsőépítészetet, életmódot, ruhaviseletet bemutató tematikus terekben elhelyezett műtárgyakat Kazinczy kommentárjai kísérik. A 150 műtárgy között azok a festmények és szobrok is szerepelnek, amelyeket a szenvedélyes gyűjtő és műkedvelő egykor megcsodált. Megtekinthetők a jeles pályatársakról készült portrék, családi képek, városképek, bútorok, relikviák, folyóiratok, első kiadású könyvek, valamint az író rajzai, autográf kéziratai. Az érdeklődő megismerkedhet Kazinczy irodalmi és művészeti ízlésével, művelődési programjával, miközben áttekintést kaphat a korszak meghatározó irodalmi-közéleti eseményeiről. A kiállítótérben rekonstruálták az író dolgozószobáját, berendeztek egy metszetboltot és egy vetítőhelyiséget. A látványt különlegessé teszi a 3D-technikával körbejárható széphalmi Kazinczy-ház. A nyelvújítás témájához kidolgozott interaktív nyelvi játékok, számítógépes kvízek és kivetítők segítenek abban, hogy olyan színes, vizuális és audiovizuális világ fogadja a látogatót, amely kielégítheti mind az interaktivitást igénylő diákok, mind az elmélyült ismeretekre vágyó felnőttek kíváncsiságát, tudásvágyát. .

### Egy eltűnt vár nyomában – Régészeti kutatások a sátoraljaújhelyi Várhegyen
2007-ben kezdődött meg az a nagyszabású régészeti kutatási program, melynek célja a teljesen elpusztult újhelyi vár maradványainak feltárása. A pusztán írott forrásokból ismert, tatárjárást követően felépült, s az 1540-es években romba dőlt jelentős alapterületű vár ásatásának első eredményeiről számol be az Egy eltűnt vár nyomában – Régészeti kutatások a sátoraljaújhelyi Várhegyen című kiállítás. A látogatók megismerkedhetnek a vár fordulatokban gazdag történelmével, s a régió középkori históriájában betöltött jelentős szerepével. A feltárással párhuzamosan zajló tudományos feldolgozás kulisszatitkai mellett a kiállítás közérthető módon mutatja be a régészet sokrétű módszertanát. A vár törmelékéből napvilágra hozott változatos összetételű leletanyag tágabb kontextusba helyezve idézi meg a középkor világát. Műfaját tekintve szokatlan tárlatról van szó, hiszen egy folyamatban lévő kutatás pillanatképei elevenednek meg, egyre változó és bővülő módon. Az évről évre mind jobban kibontakozó falmaradványok, előkerülő leletek mozaikkockáiból a látogató szeme előtt tárul fel egy teljesen ismeretlen zempléni vár, így azoknak is érdemes időről-időre újra felkeresni a kiállítást, akik egyszer már látták azt.

### Erdőjárók kalauza – Zempléni tájak természeti értékei
A 2015-ben megnyitott Erdőjárók kalauza – Zempléni tájak természeti értékei című természetrajzi kiállítás az itt élők szemszögéből mutatja be a zempléni tájak természeti értékeit. A természet itt házhoz jön, hiszen egy lakás beosztását követve, négy teremre tagolva prezentálja ezt a rendkívül gazdag és több szempontból különleges élővilágot. A lakás „előszobája” nem csupán az útnak induló túrázók felszereléseinek tárhelye, hanem a hegyvidék jelenlegi tájképének geológiai előzményeit is bemutató kiindulópontként szolgál. Itt ismerkedhetünk meg a meghatározó vulkáni folyamatok kőzeteivel, a vidékre jellemző ásványokkal és ősmaradványokkal. A „konyha” az itt élők legfőbb értékének számító szőlős és gyümölcsös kertek helyszínéül szolgál. A polcokon, a hűtőszekrényben és a konyhapult fiókjaiban feltárul ennek a vidéknek színes flórája és faunája. A „fürdőszoba” emlékeztet arra, hogy mennyire fontos elemünk a víz. A Bodrog árterének vadvizei európai szinten is páratlanul gazdagok növényekben, állatokban. A zuhanyfülkében gázlómadarakat, a mosdókagylóban a békák fejlődését, a fiókokban számos vízi rovart vehetünk szemügyre. A „nappali” jellegéből adódóan nem csupán a pihenés, az elmélyült gondolkodás, hanem az erdő élővilágának bemutatóhelye is. A szőnyegen vadak lábnyomait tanulmányozhatjuk, egy madárodú belsejét is megvizsgálhatjuk, a kanapén üldögélve pedig a Zemplénben rögzített mozgóképes felvételeket nézhetünk. A kiállítás igyekszik a látogatót minél több érzékszervén keresztül bevonni a kiállított értékek megismerésébe: természeti jelenségek és élőlények hangjai hallhatóak a minden teremben elhelyezett audió-berendezéseken, számos tapintható felület és kézbe fogható játékelem áll rendelkezésre, szaglásunkat is tesztelhetjük különféle gyógynövények és fűszernövények felismerése közben. Érintőképernyőn túraútvonalakat is ajánlunk, amelynek mentén a tárlatban bemutatott értékek eredeti helyszíneit járhatják be a látogatók.